# Praia de Belas
Praia de Belas é um bairro nobre da cidade brasileira de Porto Alegre, capital do estado  do Rio Grande do Sul. Foi criado pela Lei n° 2022 de 7 de dezembro de 1959.

## Histórico

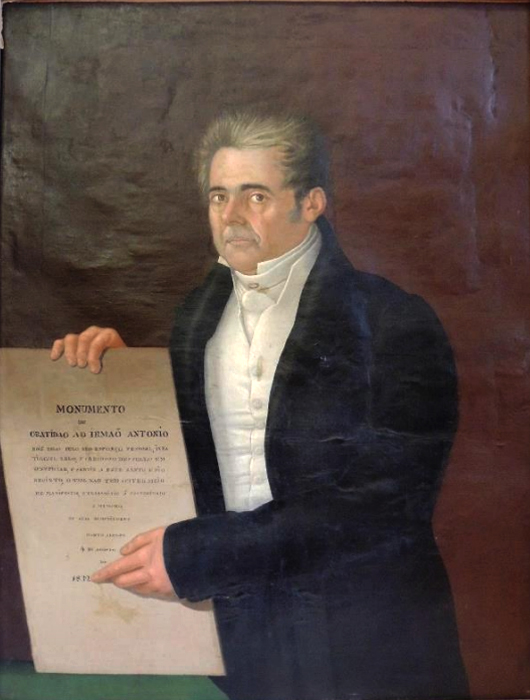
Antônio Rodrigues de Belas na galeria de beneméritos da Santa Casa, 1832.

Há mais de uma versão para a origem do nome do bairro. Segundo a versão mais acolhida pelos historiadores locais, o nome se deve ao antigo dono de uma chácara na região, Antônio Rodrigues de Belas, que por volta de 1839 construiu uma estrada que se tornou passagem frequente em consequência do comércio de escravos. A partir daí, começou a se configurar o interesse populacional em construir um bairro que usufruísse a beleza do lago Guaíba.
Foi com a construção de um cais de pedra, em 1870, que os olhos da cidade começaram a se voltar para a região. Nesse momento, a população que residia na estrada Praia de Belas começou a crescer, tornando-se necessária a sua expansão. Finalmente, em 1960, foram concluídas as obras para o aterro do Guaíba e dali nasceu o bairro, que se urbanizou significativamente ao longo dos anos, abrigando hoje vários prédios públicos e grandes áreas verdes e de lazer.

### Extinção da Vila Chocolatão
Em 24 de maio de 2011, anunciou-se a destruição dos casebres e das barracas da Vila Chocolatão, existente então há mais de 25 anos, e a transferência de seus 700 moradores, oriundos de 200 famílias diferentes, para um conjunto de moradias populares localizado na Zona Leste da cidade. A vila se localizava junto à avenida Loureiro da Silva, próximo do Tribunal Regional Federal da 4ª Região, dentre outros prédios públicos. O novo local da mudança, a qual durou 10 dias, foi batizado de Vila Nova Chocolatão, construída a partir de uma parceria público-privada.

## Características atuais
O bairro se diferencia dos demais devido ao seu planejamento, amplos espaços verdes e afetação de sua área sobretudo a prédios públicos e comerciais. Consequentemente, o número de residências é  bastante limitado, o que explica a baixa população.
No que se refere a lazer, o Praia de Belas abriga o Parque Marinha do Brasil[carece de fontes?], inaugurado em 9 de dezembro de 1978 em área de aterro, assim como o Estádio Beira-Rio[carece de fontes?] e o Gigantinho[carece de fontes?], de propriedade do Sport Club Internacional. Conhecido como Parque da Harmonia, o Parque Maurício Sirotski Sobrinho[carece de fontes?] foi inaugurado oficialmente em 1981. Com 65 hectares, caracteriza-se por reunir diversos aspectos da tradição cultural gaúcha, com churrasqueiras ao ar livre e galpão crioulo, onde se realiza, anualmente, as comemorações da Semana Farroupilha.
A partir de 2017, o bairro passou a contar com uma obra de Oscar Niemeyer, o Memorial Luiz Carlos Prestes.

### Pontos de referência
Áreas verdes
- Largo dos Açorianos (parte que compreende o Monumento aos Açorianos, mas não a Ponte de Pedra)[carece de fontes?]
- Parque Marinha do Brasil
- Parque Maurício Sirotski Sobrinho, que integra
  - Estância da Harmonia
  - Anfiteatro Pôr do Sol
- Praça Artur Carneiro Pinto
- Praça Engenheiro Guilherme Gaudenzi
- Praça Espanha
- Praça Isabel, a Católica
- Praça Itália

Educação e cultura
- Escola de Magistratura da AJURIS
- Escola Técnica Estadual Parobé
- Faculdade Decision de Negócios
- Memorial Luiz Carlos Prestes
- Teatro do Instituto de Previdência do Estado

Esporte, compras e lazer
- Estádio Beira-Rio e Parque Gigante, pertencentes ao Sport Club Internacional
- Praia de Belas Shopping

Serviço público
- Câmara Municipal de Porto Alegre
- Centro Administrativo Fernando Ferrari
- Companhia de Processamento de Dados do Estado do Rio Grande do Sul (Procergs)
- Delegacia da Criança e do Adolescente (DECA)
- Departamento Autônomo de Estradas de Rodagem (DAER)[carece de fontes?]
- Foro Central da Comarca de Porto Alegre
- Fundação de Recursos Humanos (FDRH)
- Ministério da Agricultura em Porto Alegre
- Ministério da Fazenda em Porto Alegre
- Ministério Público do Estado do Rio Grande do Sul
- Instituto de Previdência do Estado do Rio Grande do Sul
- Secretaria da Educação
- Secretaria Municipal de Obras e Viação (SMOV)
- Serviço Federal de Processamento de Dados (Serpro)
- Tribunal de Justiça do Rio Grande do Sul
- Tribunal de Justiça Militar do Rio Grande do Sul
- Tribunal Regional Federal da 4.ª Região (TRF4)
- Unidade estadual do Instituto Brasileiro de Geografia e Estatística (IBGE)
- Central de Atendimento ao Eleitor (TRE/RS)

## Limites atuais
Seus bairros vizinhos são: Centro Histórico, Cidade Baixa e Menino Deus.

## Lei dos limites de bairros- proposta 2015-2016
No fim do ano de 2015, as propostas com as emendas foram aprovadas pela câmara de vereadores de Porto Alegre. Em relação aos limites atuais, há algumas alterações. A alteração mais importante foi que o Pontal do Estaleiro foi anexado ao Bairro Cristal. 

## Galeria

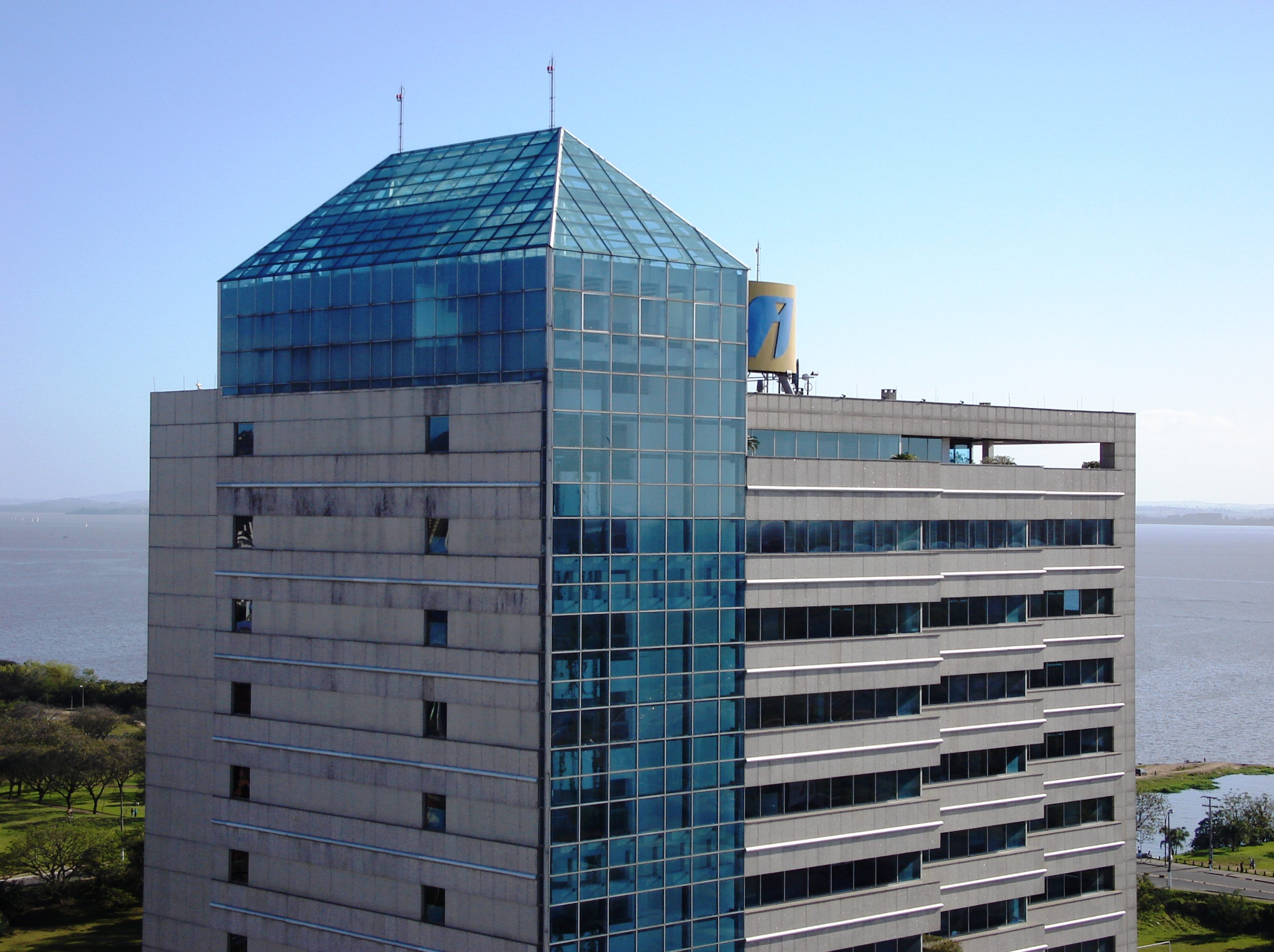
Edifício-sede do Grupo Ipiranga
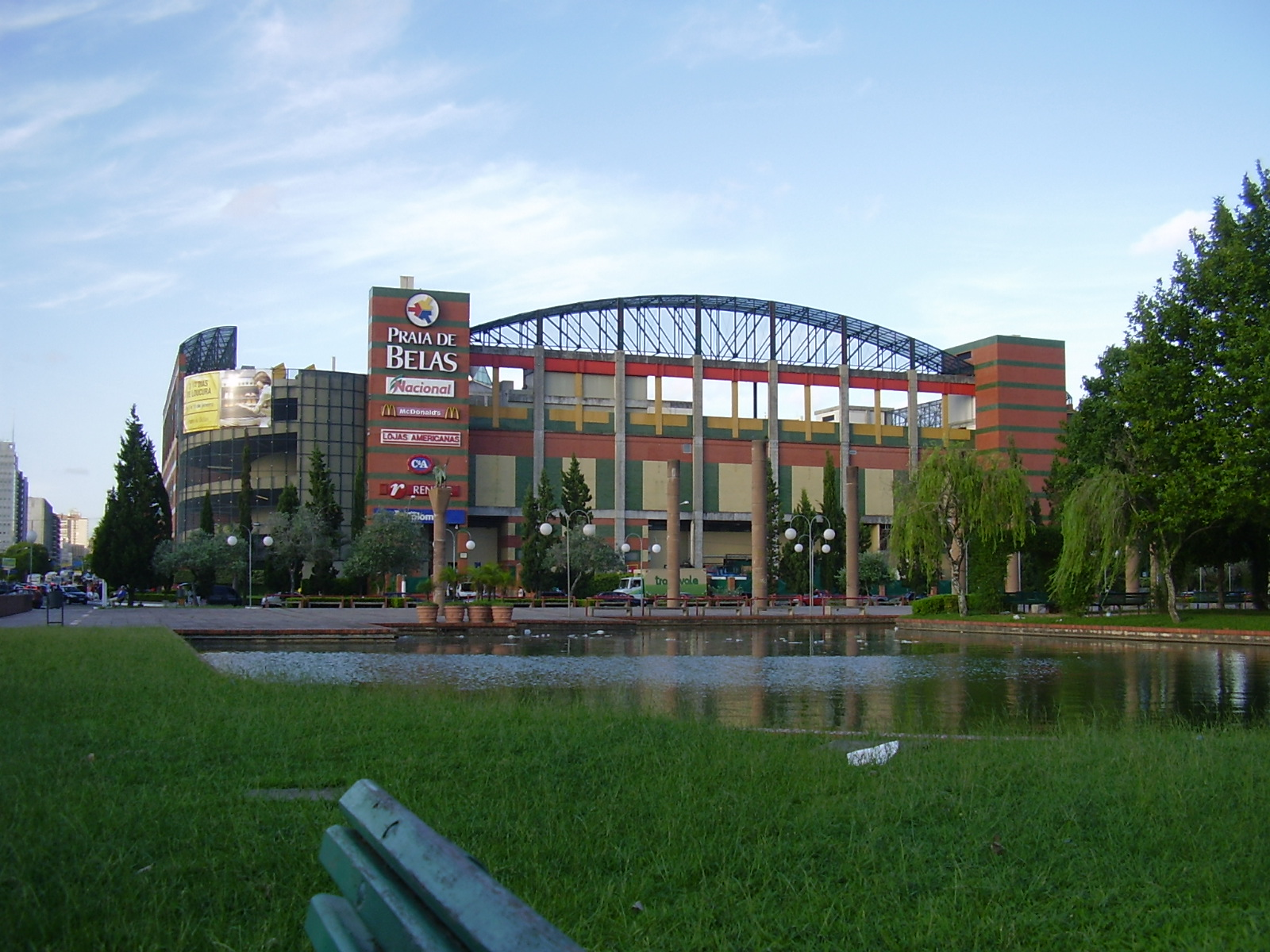
Praia de Belas Shopping
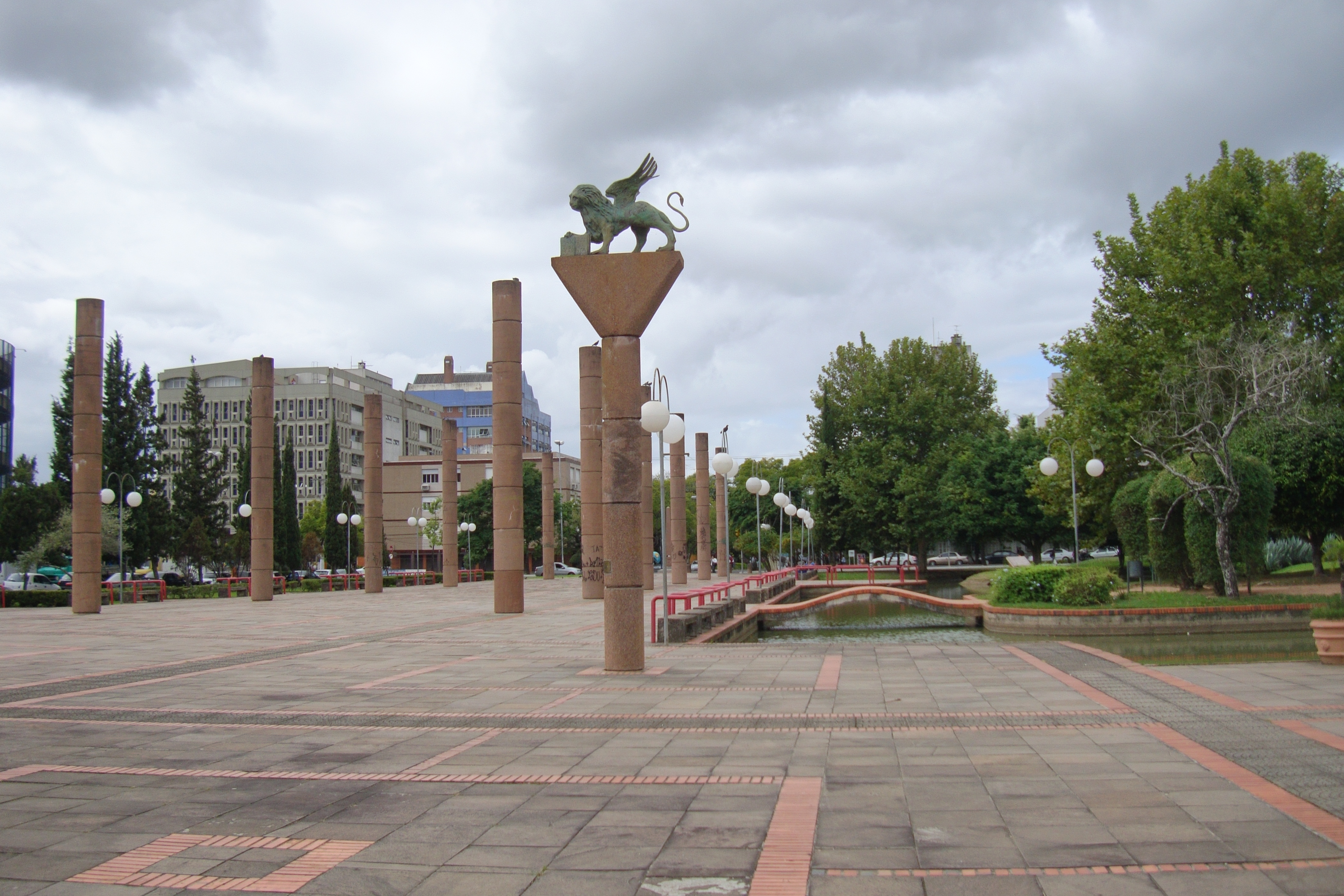
Praça Itália
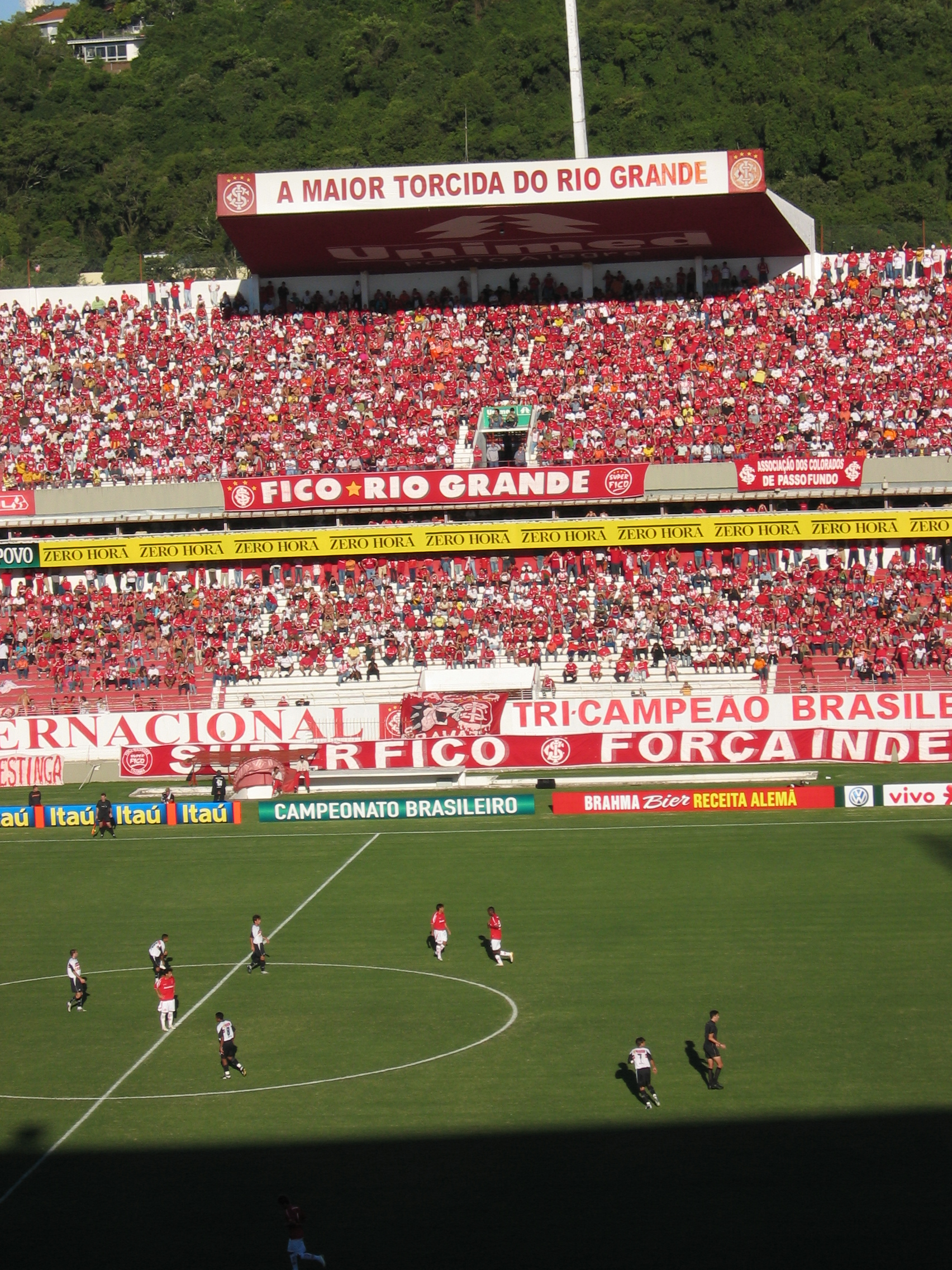
Estádio Beira Rio em dia de jogo
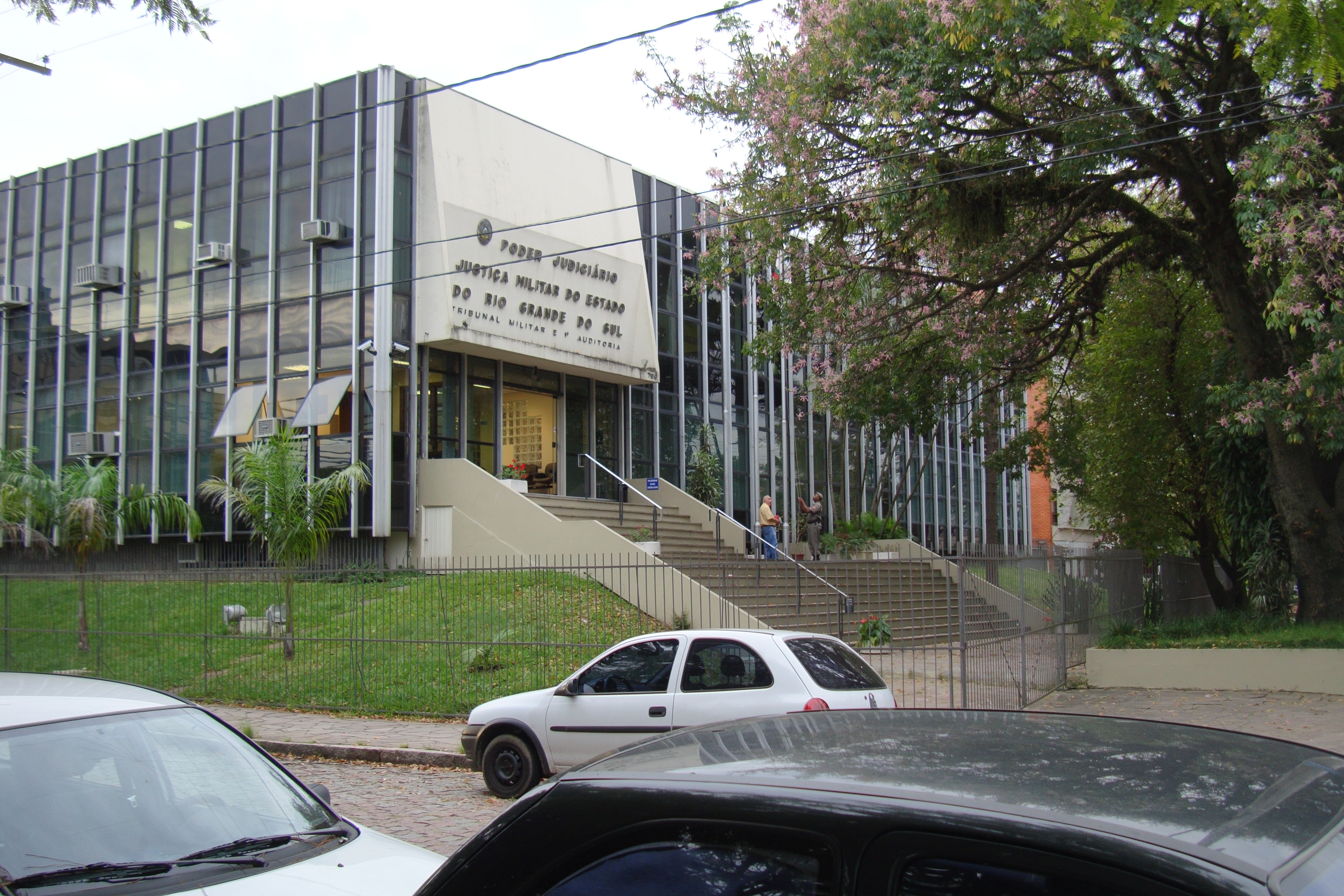
Tribunal de Justiça Militar do RS
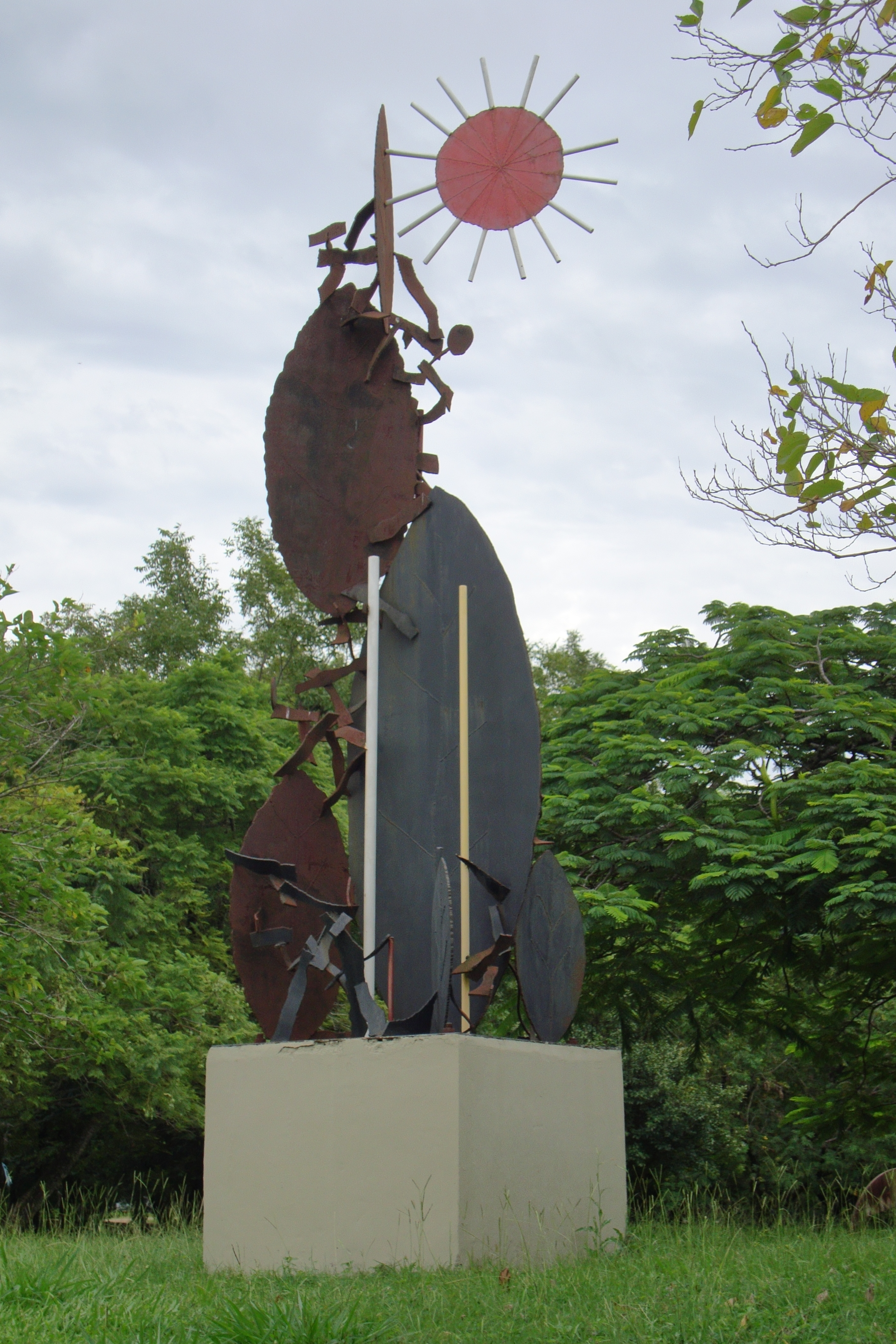
Parque Marinha do Brasil
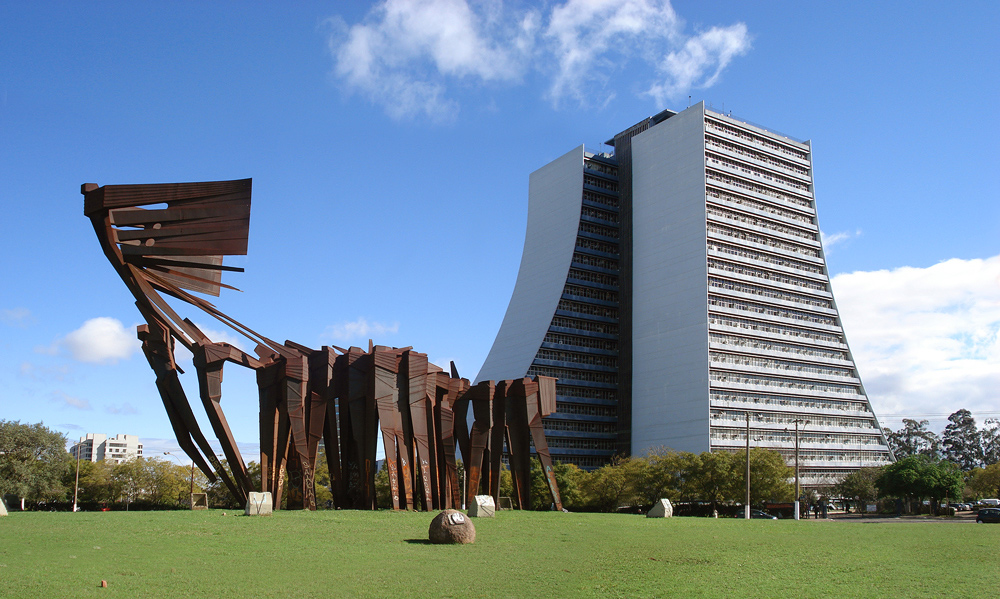
Monumento aos Açorianos e o Centro Administrativo do Estado
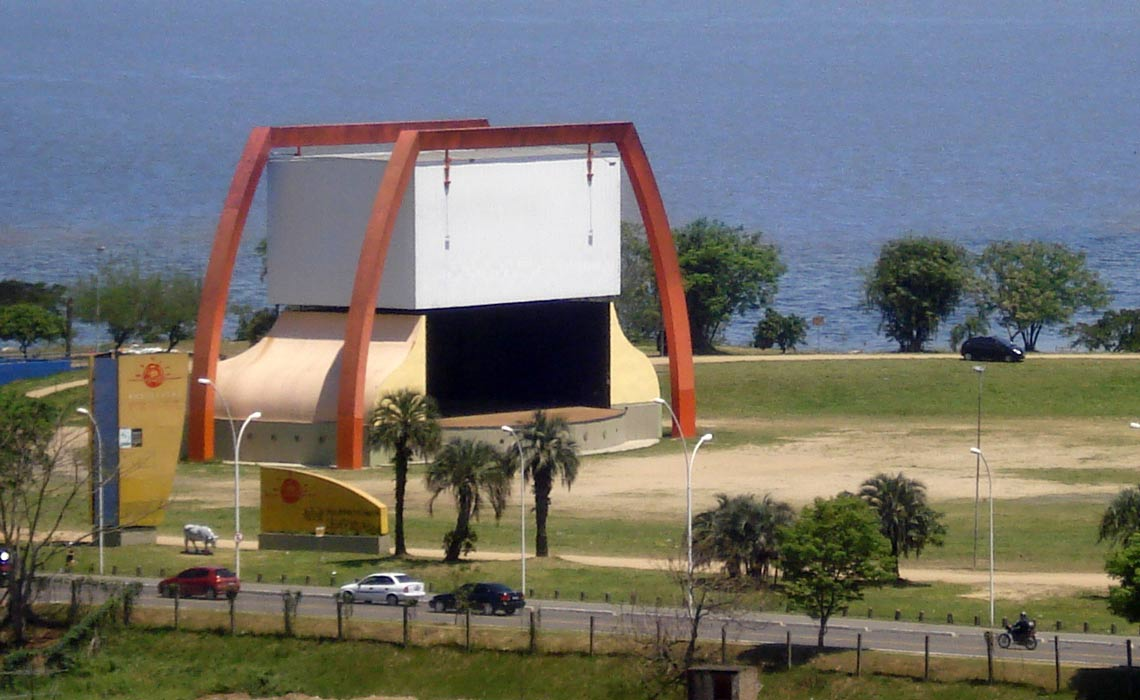
Anfiteatro Pôr do Sol, no Parque Maurício Sirotski Sobrinho